# معركة تل أبيض
معركة تل أبيض هي عملية عسكرية بدأت في أواخر شهر مايو 2015 شمال محافظة الرقة خلال الحرب الأهلية السورية شنتها وحدات حماية الشعب الكردية بمساعدة الجيش السوري الحر ضد الدولة الإسلامية. تسعى القوات المهاجمة للسيطرة على البلدة الحدودية الرئيسية تل أبيض وربط مناطق سيطرة الميلشيات الكردية في جيبيها عين العرب والجزيرة السورية في شمال سوريا.

## ردود فعل
- حذر الرئيس التركي رجب طيب أردوغان من تداعيات سقوط مدينة تل أبيض بيد القوات الكردية التي وصفها «بالإرهابية». كما وشكك في إيجابية دور التحالف الدولي ضد الدولة الإسلامية ومساندتها الجوية للقوات الكردية للسيطرة على تل أبيض ووصف المستجدات بأنها «لاتبشر بالخير».[18]